# اینتیکانچا (آپوریماک)
اینتیکانچا (به اسپانیایی: Intikancha) یک کوه در پرو است که در Peru, Apurímac Region, Grau Province واقع شده‌است. اینتیکانچا ۴٬۷۰۰ متر بالاتر از سطح دریا واقع شده‌است.